# ワーベリ
ワーベリ (ソマリ語: Waaberi)はソマリアの音楽スーパーグループ。

## 歴史
楽団はラジオ・アーティスツ・アソシエーションのメンバーによって設立された。ワーベリはソマリア政府の支援を受け、ソマリア国立劇場で演奏したバンドの一つとしてエジプトやスーダンなどを含むアフリカ諸国を巡演した。
ワーベリは中華人民共和国でも公演した。 1969年のソマリアクーデターの後、楽団の名前は「暁の奏者」を意味する「ワーベリ」に変更された。
ワーベリは民間の組織として1990年代まで存続した。
ソマリアでジャズを最初に演奏したボーカリスト、マリヤム・ムルサルはワーベリのメンバーだった。
ワーベリは1997年、イギリスのWOMADフェスティバルに出演した後、1998年には北米ツアーを行い、エジプトのミュージシャンであるホッサム・ラムズィーとアルバムをレコーディングした。